# Universale Economica Feltrinelli dal 1201 al 1300

## Dal n. 1201 al n. 1300
- I 100 precedenti: Universale Economica Feltrinelli dal 1101 al 1200

| Universale Economica Feltrinelli |           | |                                                     |
|                                  |           | |                                                     |
|                                  | Sezione   | Titolo | Autore                                              |
| 1201                             | Narrativa | Sotto la quercia. Un giallo con appendice rosa                                                               | Giorgio Celli                                       |
| 1202                             | Narrativa | Un apprendistato o il libro dei piaceri                                                                      | Clarice Lispector                                   |
| 1203                             | Narrativa | La casa dell'incesto                                                                                         | Anaïs Nin                                           |
| 1204                             | Saggi     | La sindrome di Stendhal                                                                                      | Graziella Magherini                                 |
| 1205                             | Saggi     | Nazioni senza Stato: i movimenti etnico-nazionali in Occidente                                               | Alberto Melucci, Mario Diani                        |
| 1206                             | Narrativa | Eva Luna racconta                                                                                            | Isabel Allende                                      |
| 1207                             | Narrativa | L'ultima notte a letto con te                                                                                | Mayra Montero                                       |
| 1208                             | Saggi     | Fuppie: il femminile di yuppie                                                                               | Cheryl Benard e Edit Schlaffer                      |
| 1209                             | Varia     | Cronache da Palazzo (caricature)                                                                             | Vincino                                             |
| 1210                             | Narrativa | Il paradiso degli orchi                                                                                      | Daniel Pennac                                       |
| 1211                             | Memoria   | Ragazzi che amano ragazzi                                                                                    | Piergiorgio Paterlini                               |
| 1212                             | Varia     | Stagioni del rock demenziale: archeologia fantastica di modelli rock, postfazione di Pier Vittorio Tondelli  | Roberto "Freak" Antoni                              |
| 1213                             | Noir      | Finestra sul vuoto                                                                                           | Raymond Chandler                                    |
| 1214                             | Noir      | Ancora una notte                                                                                             | Raymond Chandler                                    |
| 1215                             | Narrativa | Il mistero della cripta stregata                                                                             | Eduardo Mendoza                                     |
| 1216                             | Narrativa | L'estrema fortuna                                                                                            | Richard Ford                                        |
| 1217                             | Noir      | Eva, a cura di Gianfranco Manfredi                                                                           | James Hadley Chase                                  |
| 1218                             | Cinema    | Crimini e misfatti                                                                                           | Woody Allen                                         |
| 1219                             | Noir      | Addio mia amata                                                                                              | Raymond Chandler                                    |
| 1220                             | Narrativa | Gli uccelli di Bangkok                                                                                       | Manuel Vázquez Montalbán                            |
| 1221                             | Narrativa | La miseria in bocca, prefazione di Gianni Celati                                                             | Flann O'Brien                                       |
| 1222                             | Varia     | Sotto la cintura (quando la satira non rispetta il regolamento) (caricature), prefazione di Patrizio Roversi | Stefano Disegni e Massimo Caviglia                  |
| 1223                             | Narrativa | Nessuna notizia di Gurb                                                                                      | Eduardo Mendoza                                     |
| 1224                             | Narrativa | Tre monete d'oro, prefazione di Oreste Del Buono                                                             | Bruno Brancher                                      |
| 1225                             | Saggi     | L'età della rivoluzione europea 1780-1848                                                                    | Louis Bergeron, François Furet e Reinhart Koselleck |
| 1226                             | Cinema    | Il ladro di bambini, prefazione di Goffredo Fofi                                                             | Sandro Petraglia, Stefano Rulli, Gianni Amelio      |
| 1227                             | Cinema    | Il portaborse                                                                                                | Sandro Petraglia, Stefano Rulli, Daniele Luchetti   |
| 1228                             | Narrativa | L'altra donna                                                                                                | Doris Lessing                                       |
| 1229                             | Narrativa | Tatuaggio | Manuel Vázquez Montalbán                            |
| 1230                             | Narrativa | Ferdydurke                                                                                                   | Witold Gombrowicz                                   |
| 1231                             | Varia     | Rombi e milonghe. João Mesquinho e altre canzoni, introduzione di Stefano Benni                              | David Riondino                                      |
| 1232                             | Narrativa | Il diario intimo di Sally Mara                                                                               | Raymond Queneau                                     |
| 1233                             | Memoria   | La banalità del bene. Storia di Giorgio Perlasca                                                             | Enrico Deaglio                                      |
| 1234                             | Narrativa | I dialoghi mancati                                                                                           | Antonio Tabucchi                                    |
| 1235                             | Narrativa | Figli di un Bronx minore                                                                                     | Peppe Lanzetta                                      |
| 1236                             | Narrativa | Il marinaio di Gibilterra                                                                                    | Marguerite Duras                                    |
| 1237                             | Narrativa | I racconti                                                                                                   | Giuseppe Tomasi di Lampedusa                        |
| 1238                             | Saggi     | Mama Africa: storia di donne e di utopie                                                                     | Maria Rosa Cutrufelli                               |
| 1239                             | Saggi     | Avrei preferenza di no: parole per quando non avete niente da dire                                           | Eros Drusiani                                       |
| 1240                             | Narrativa | Cambio di stagione                                                                                           | Gianni Riotta                                       |
| 1241                             | Cinema    | Interiors | Woody Allen                                         |
| 1242                             | Saggi     | Ebraismo e modernità                                                                                         | Hannah Arendt                                       |
| 1243                             | Narrativa | Kitchen | Banana Yoshimoto                                    |
| 1244                             | Narrativa | La prosivendola                                                                                              | Daniel Pennac                                       |
| 1245                             | Poesia    | Ballate | Stefano Benni                                       |
| 1246                             |           | |                                                     |
| 1247                             | Saggi     | All'indietro e sui tacchi a spillo: le donne possono più degli uomini                                        | Cheryl Benard e Edit Schlaffer                      |
| 1248                             | Narrativa | Un matrimonio per bene                                                                                       | Doris Lessing                                       |
| 1249                             | Narrativa | Il centravanti è stato assassinato verso sera                                                                | Manuel Vázquez Montalbán                            |
| 1250                             | Noir      | La signora nel lago                                                                                          | Raymond Chandler                                    |
| 1251                             | Narrativa | Storia di mio figlio                                                                                         | Nadine Gordimer                                     |
| 1252                             |           | |                                                     |
| 1253                             | Narrativa | L'angelo nero                                                                                                | Antonio Tabucchi                                    |
| 1254                             | Varia     | Vocabolario sessuato: 99 sguardi sul mondo della femminista e del misogino                                   | Syusy Blady, Sandro Toni                            |
| 1255                             | Memoria   | Briciole - Storia di un'anoressica                                                                           | Alessandra Arachi                                   |
| 1256                             | Varia     | Razzismi. Un vocabolario                                                                                     | Laura Balbo, Luigi Manconi                          |
| 1257                             | Narrativa | La fata carabina                                                                                             | Daniel Pennac                                       |
| 1258                             | Saggi     | Miti e figure del moderno                                                                                    | Franco Rella                                        |
| 1259                             | Varia     | Latinoamericana: un diario per un viaggio in motocicletta, a cura di Pino Cacucci e Gloria Corica            | Ernesto Che Guevara                                 |
| 1260                             | Varia     | Disegni & Caviglia alla riscossa! 200 pagine di satira teppista (caricature), prefazione di Enrico Caria     | Stefano Disegni e Massimo Caviglia                  |
| 1261                             | Varia     | Vademecum x giovani artisti                                                                                  | Roberto "Freak" Antoni                              |
| 1262                             | Narrativa | Martha Quest                                                                                                 | Doris Lessing                                       |
| 1263                             | Narrativa | Ricette immorali                                                                                             | Manuel Vázquez Montalbán                            |
| 1264                             | Varia     | I programmi che hanno cambiato l'Italia. Quarant'anni di televisione                                         | Walter Veltroni                                     |
| 1265                             | Narrativa | Le avventure di Guizzardi                                                                                    | Gianni Celati                                       |
| 1266                             | Narrativa | Una nuvola come tappeto                                                                                      | Erri De Luca                                        |
| 1267                             | Narrativa | Favole | Karel Čapek                                         |
| 1268                             | Narrativa | Un Messico napoletano                                                                                        | Peppe Lanzetta                                      |
| 1269                             | Narrativa | Bandidos. Vivere e morire al di sopra dei propri mezzi, introduzione di Gene Gnocchi                         | Enrico Caria                                        |
| 1270                             | Varia     | Dizionario d'arte contemporanea. Dal 1945 a oggi                                                             | Martina Corgnati, Francesco Poli                    |
| 1271                             | Narrativa | Il labirinto greco                                                                                           | Manuel Vázquez Montalbán                            |
| 1272                             | Narrativa | Musica | Yukio Mishima                                       |
| 1273                             | Saggi     | Guarire coi perché                                                                                           | Robin Norwood                                       |
| 1274                             | Cinema    | Mariti e mogli                                                                                               | Woody Allen                                         |
| 1275                             | Saggi     | Per sopravvivere alla tossicodipendenza. Manuale di prevenzione                                              | Roberto "Freak" Antoni                              |
| 1276                             | Narrativa | Il vizio dell'agnello                                                                                        | Andrea G. Pinketts                                  |
| 1277                             | Narrativa | Ragazze di campagna                                                                                          | Edna O'Brien                                        |
| 1278                             | Narrativa | Leggere e amare                                                                                              | Annamaria Testa                                     |
| 1279                             | Narrativa | La Compagnia dei Celestini                                                                                   | Stefano Benni                                       |
| 1280                             | Narrativa | N.P. | Banana Yoshimoto                                    |
| 1281                             | Narrativa | Il danno | Josephine Hart                                      |
| 1282                             | Narrativa | Requiem | Antonio Tabucchi                                    |
| 1283                             | Narrativa | Eccesso di zelo                                                                                              | Domenico Starnone                                   |
| 1284                             | Narrativa | In principio erano le mutande                                                                                | Rossana Campo                                       |
| 1285                             | Memoria   | La città profonda                                                                                            | Furio Colombo                                       |
| 1286                             | Saggi     | Finalmente liberi dal cibo                                                                                   | Renate Göckel                                       |
| 1287                             | Narrativa | Una torre per il calore estivo, a cura di Patrick Hanan                                                      | Lǐ Yú                                               |
| 1288                             | Narrativa | Miguilim | João Guimarães Rosa                                 |
| 1289                             | Varia     | L'antisemitismo. Domande e risposte                                                                          | Gadi Luzzatto Voghera                               |
| 1290                             | Varia     | Il volontariato. Istruzioni per l'uso                                                                        | Bepi Tomai                                          |
| 1291                             | Narrativa | Il freddo nelle ossa, postfazione di Mario Monti                                                             | Franco Bompieri                                     |
| 1292                             |           | |                                                     |
| 1293                             | Narrativa | Baby Boom | Jean Vautrin                                        |
| 1294                             | Narrativa | Tsugumi | Banana Yoshimoto                                    |
| 1295                             | Varia     | Kafka. Una guida a fumetti                                                                                   | David Zane Mairowitz, Robert Crumb                  |
| 1296                             | Varia     | Wittgenstein. Una guida a fumetti                                                                            | John Heaton, Judy Groves                            |
| 1297                             | Varia     | Jung. Una guida a fumetti                                                                                    | Maggie Hyde, Michael McGuinness                     |
| 1298                             | Varia     | Freud. Una guida a fumetti                                                                                   | RIchard Appignanesi, Oscar Zarate                   |
| 1299                             | Saggi     | La terra promessa. Quarant'anni di cultura rock 1954-94                                                      | Gino Castaldo                                       |
| 1300                             | Saggi     | Il paradigma perduto. Che cos'è la natura umana?                                                             | Edgar Morin                                         |

- I 100 successivi: Universale Economica Feltrinelli dal 1301 al 1400